# Одреем
Одреем (фр. Audrehem) насеље је и општина у североисточној Француској у региону Север-Па д Кале, у департману Па де Кале која припада префектури Сент Омер.
По подацима из 2011. године у општини је живело 500 становника, а густина насељености је износила 54,41 становника/km². Општина се простире на површини од 9,19 km². Налази се на средњој надморској висини од 61 метар (максималној 171 m, а минималној 42 m).

## Демографија
| 1962. | 1968. | 1975. | 1982. | 1990. | 1999. | 2011. |
| ----- | ----- | ----- | ----- | ----- | ----- | ----- |
| 317   | 319   | 295   | 283   | 316   | 357   | 500   |

График промене броја становника у току последњих година